# Говор, Анастасия Алексеевна
Анастасия Алексеевна Говор (22 августа 2002, Москва) — российская футболистка, защитница.

## Биография
Воспитанница московской футбольной школы «Чертаново», тренеры — Татьяна Кучер, Роман Езопов. В 2019 году стала победительницей IX летней юношеской Спартакиады в составе сборной Москвы, в финальном матче забила один из голов в ворота команды Московской области (2:1). Выступала за молодёжный состав «Чертаново» в первом дивизионе.
В основной команде «Чертаново» дебютировала 14 апреля 2019 года в матче высшей лиги против «Енисея», заменив на 82-й минуте Екатерину Морозову. Вскоре стала игроком стартового состава команды. Принимала участие в матчах женской Лиги чемпионов против шотландского «Глазго Сити» (2019). В сезоне 2020 года также включена в заявку американской студенческой команды «Талса».
Выступала за юниорскую и молодёжную сборную России, провела более 40 матчей.